# Primošten
Primošten (en italien : Capocesto) est un village et une municipalité située en Dalmatie, dans le comitat de Šibenik-Knin, en Croatie. Au recensement de 2001, la municipalité comptait 2 992 habitants, dont 97,03 % de Croates et le village seul comptait 1 761 habitants.

## Géographie
La localité est située à environ 20 km au sud de Šibenik et à 35 km de l’aéroport de Split. La cité historique se situe sur une presqu’île rocheuse, alors que la cité nouvelle s’étend sur la terre ferme. Primošten est entouré par sept îlots inhabités.

## Histoire
À l’origine, Primošten était une petite île rocheuse en forme de cône, reliée à la terre ferme par un pont mobile, qui fut remplacé par un terre-plein artificiel. L’origine du nom de Primošten, qui remonte à 1564, vient justement du terme croate primostiti qui signifie « jeter un pont ».
Primošten, comme toute la région, a appartenu pendant plusieurs siècles à la république de Venise, dont on retrouve l’architecture sur ce qui reste du mur d’enceinte du XVIIe siècle. Le plus vieux témoignage est l’église Saint-Georges (1485, restaurée en 1760), située au sommet de l’île, près du cimetière marin.

## Localités
La municipalité de Primošten compte 6 localités : 
- Kruševo
- Primošten
- Primošten Burnji
- Široke
- Vadalj
- Vezac

## Économie

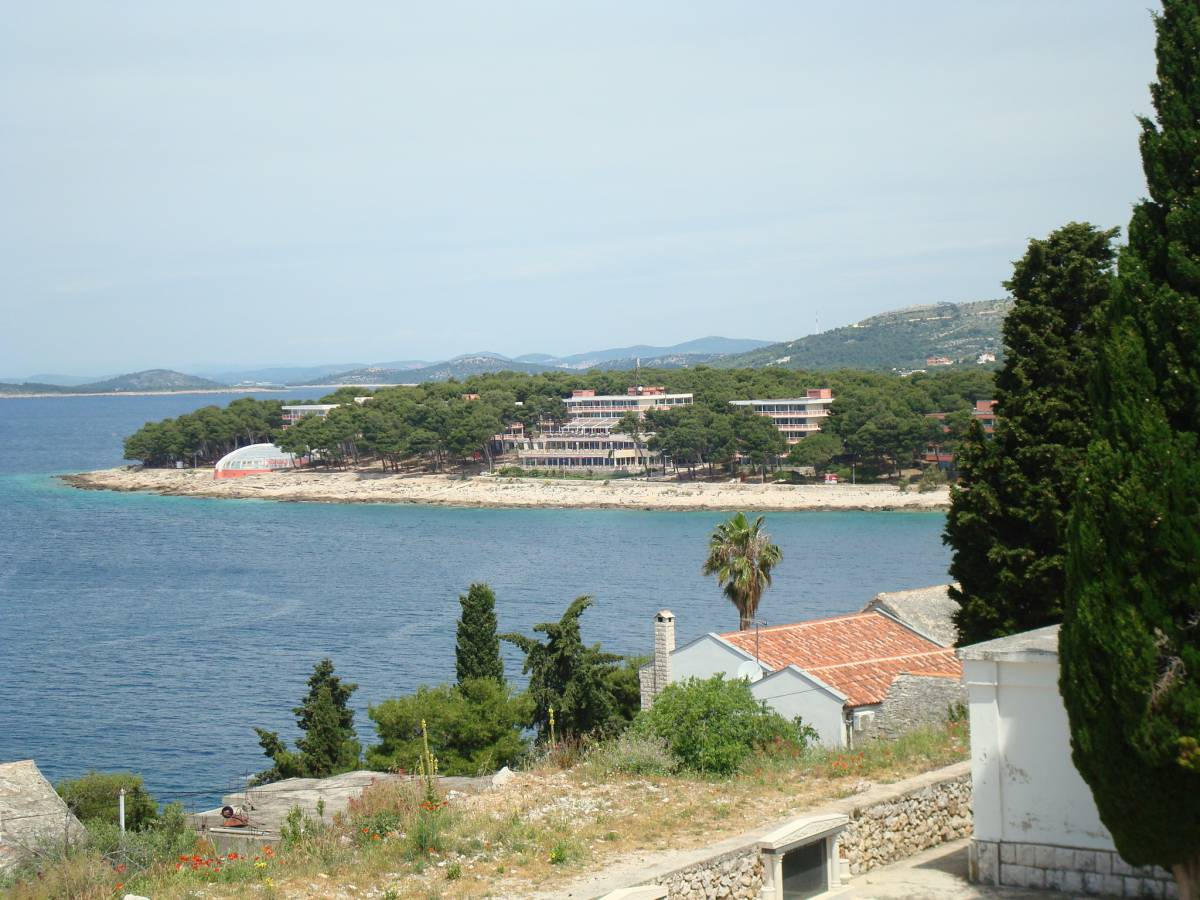
Vue du complexe hôtelier depuis le village

L’économie traditionnelle reste la pêche, la culture de l’olivier et de la vigne
Le tourisme présente l’aspect majeur de l’économie de la commune avec notamment la cité historique avec ses petites ruelles fleuries, les vieilles maisons de pierre dont certaines ont encore leur toit de lauze, le petit sentier qui fait le tour de l’île et les nombreuses petites auberges cachées dans des cours intérieures ou en terrasse avec vue sur les eaux turquoise de la mer, l’autre presqu’île et son grand complexe hôtelier noyé dans la pinède, les plages de gravier ou de roche et le port de plaisance.

## Galerie Photos

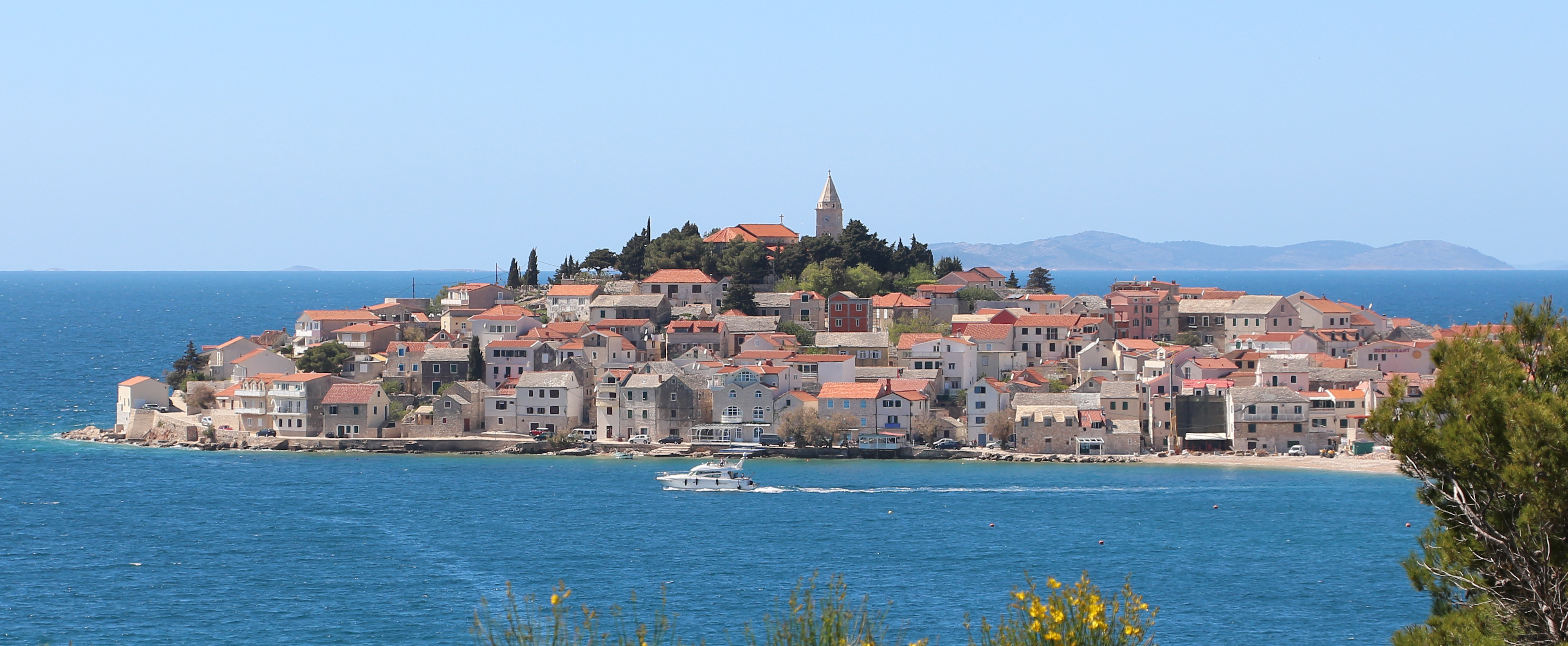
Vue de Primošten
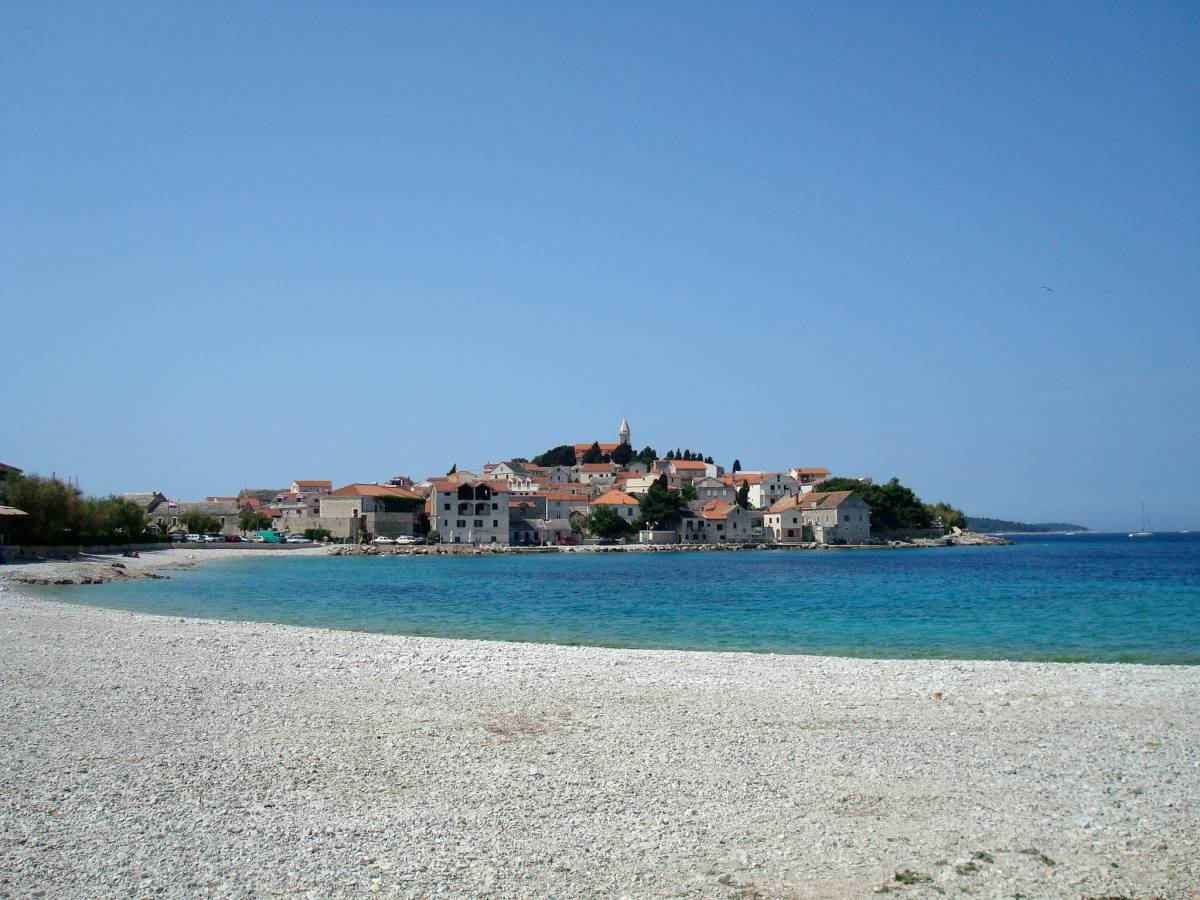
Le village et la plage sud
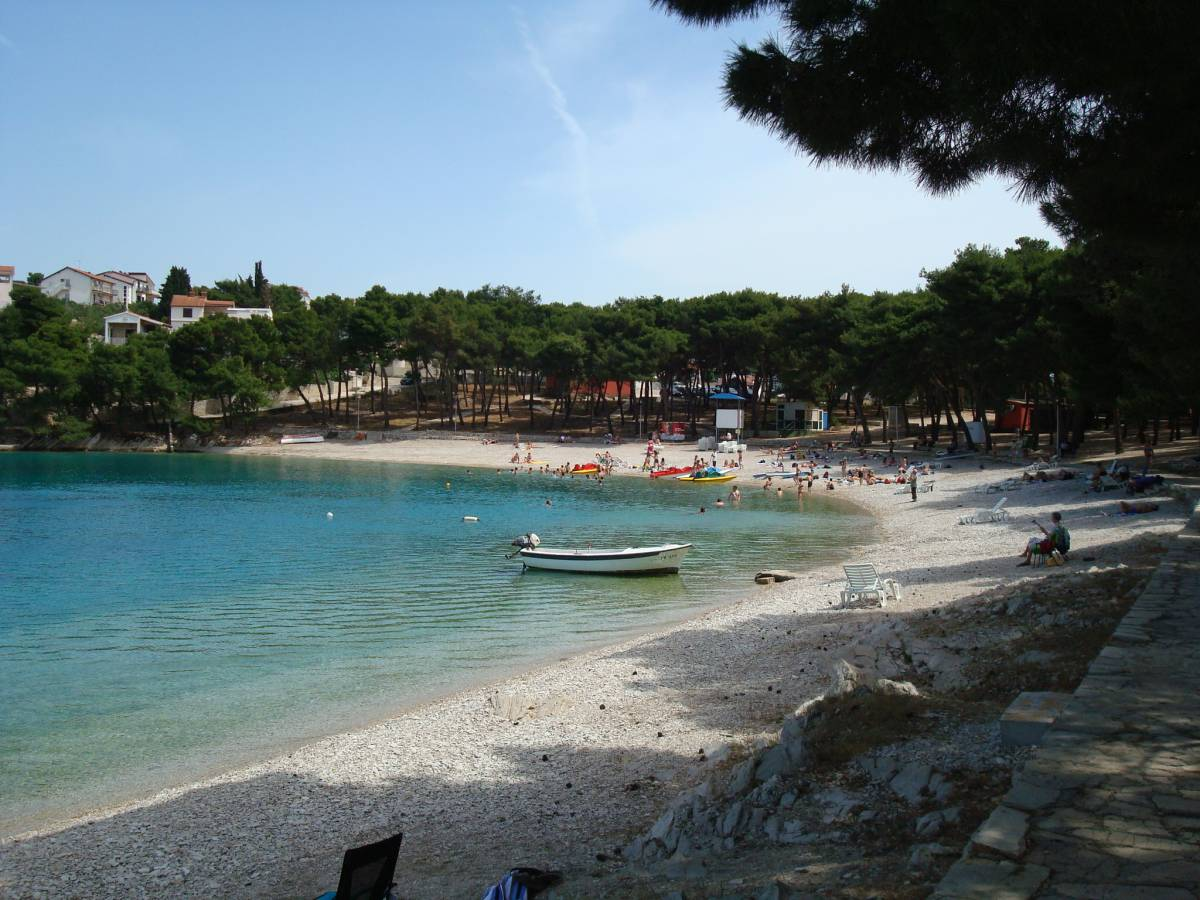
La plage nord
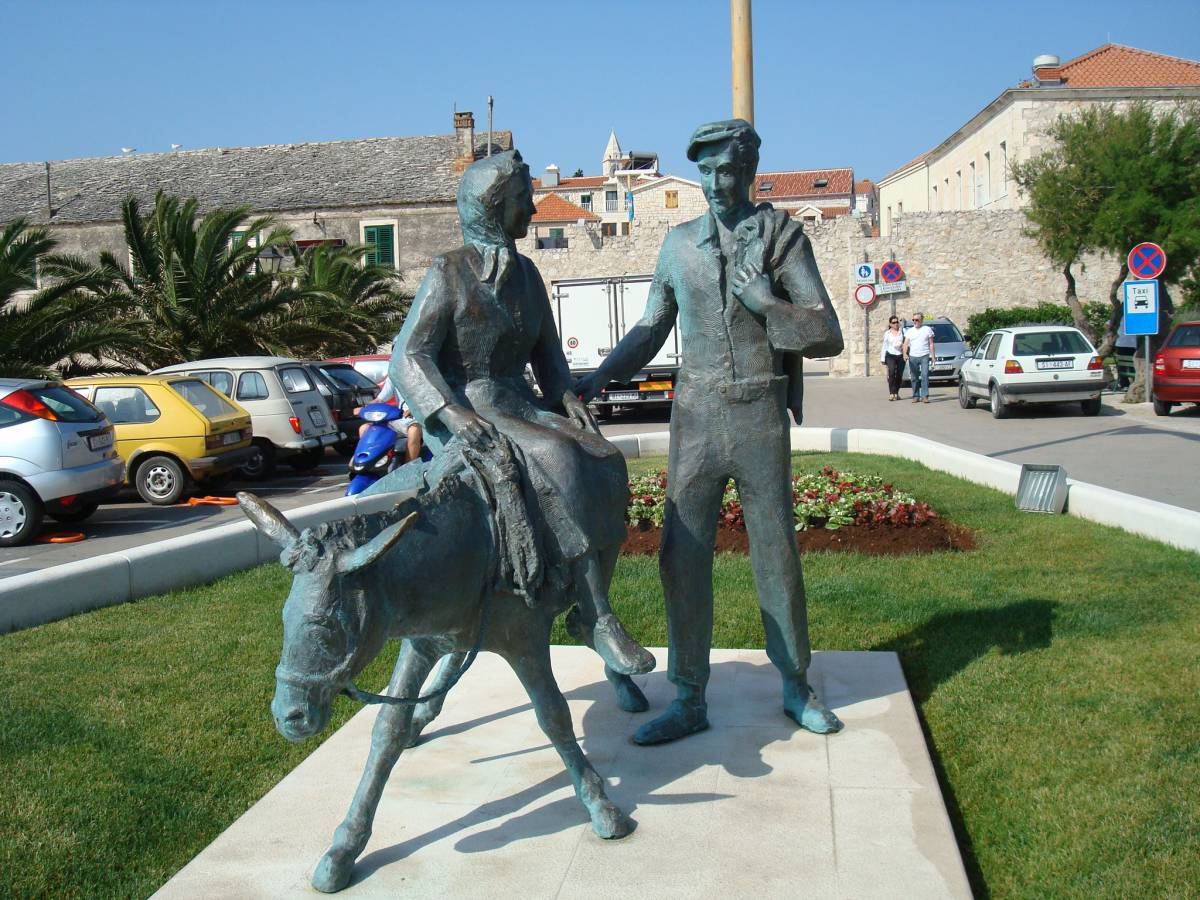
Statue à l’entrée du village
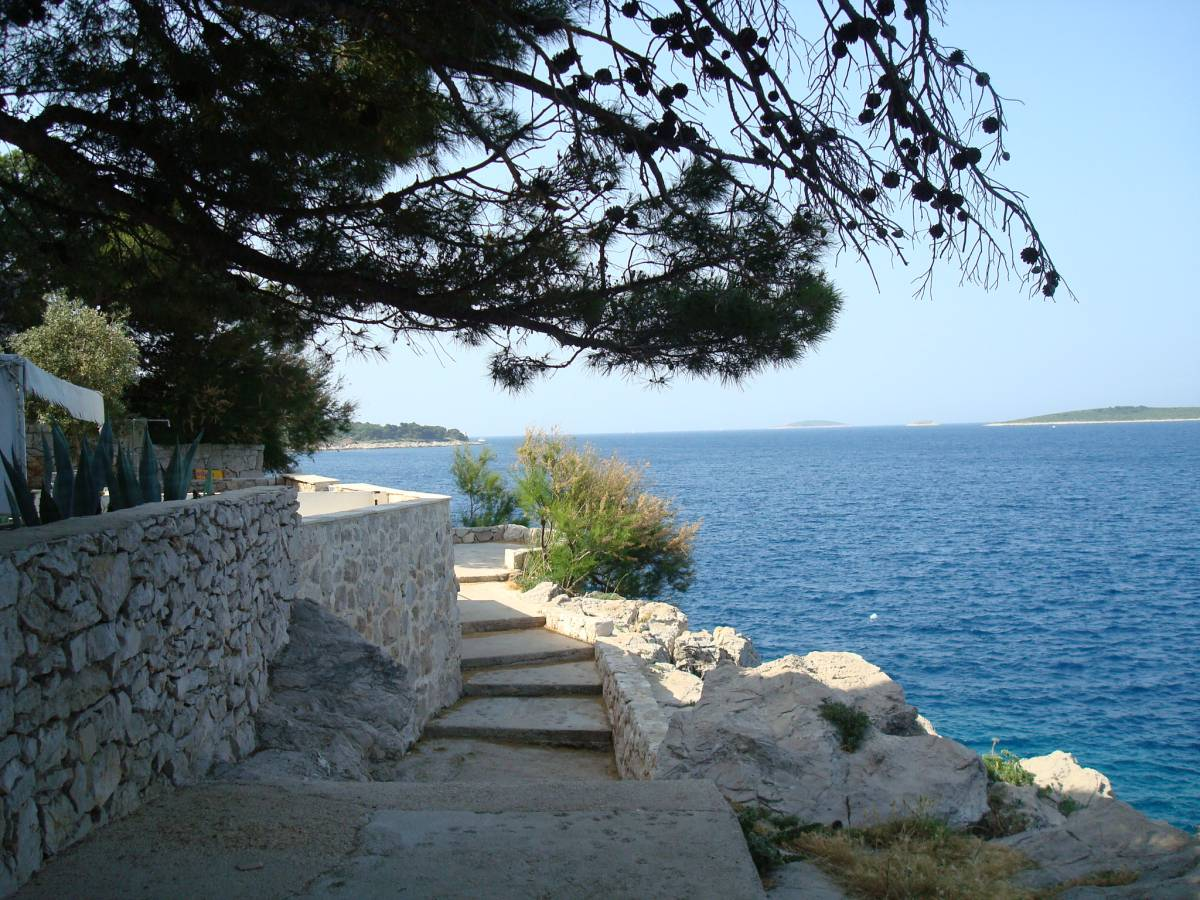
Chemin de promenade autour de la cité
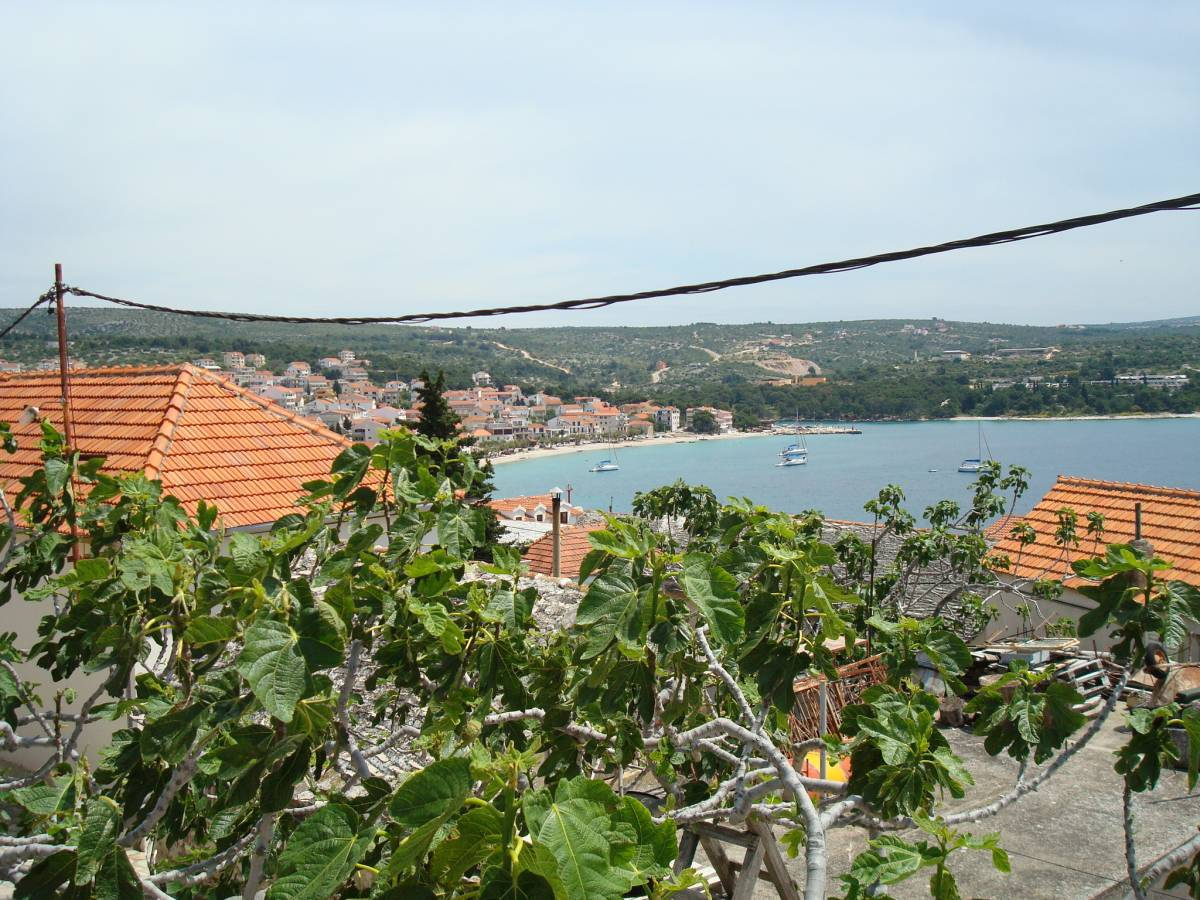
Vue de la cité nouvelle
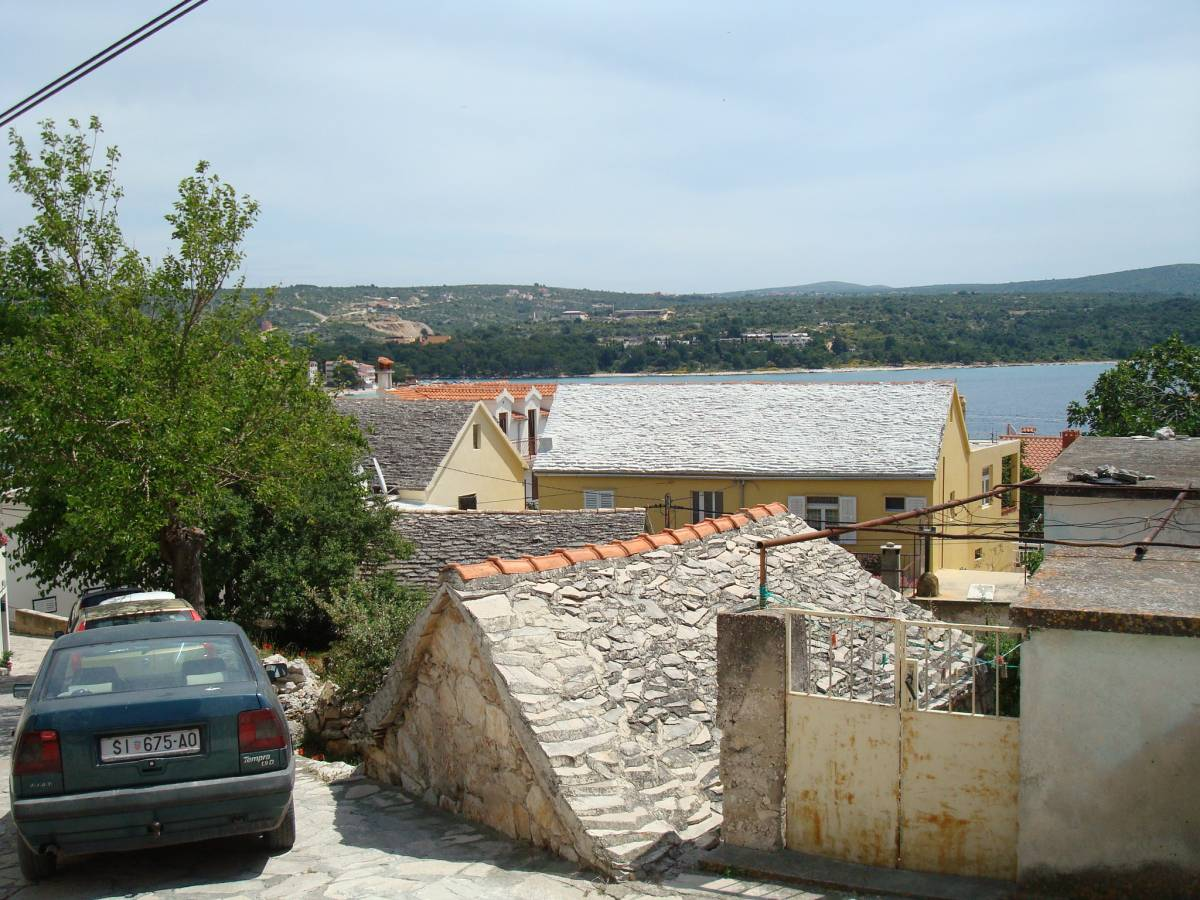
Toiture en lauze
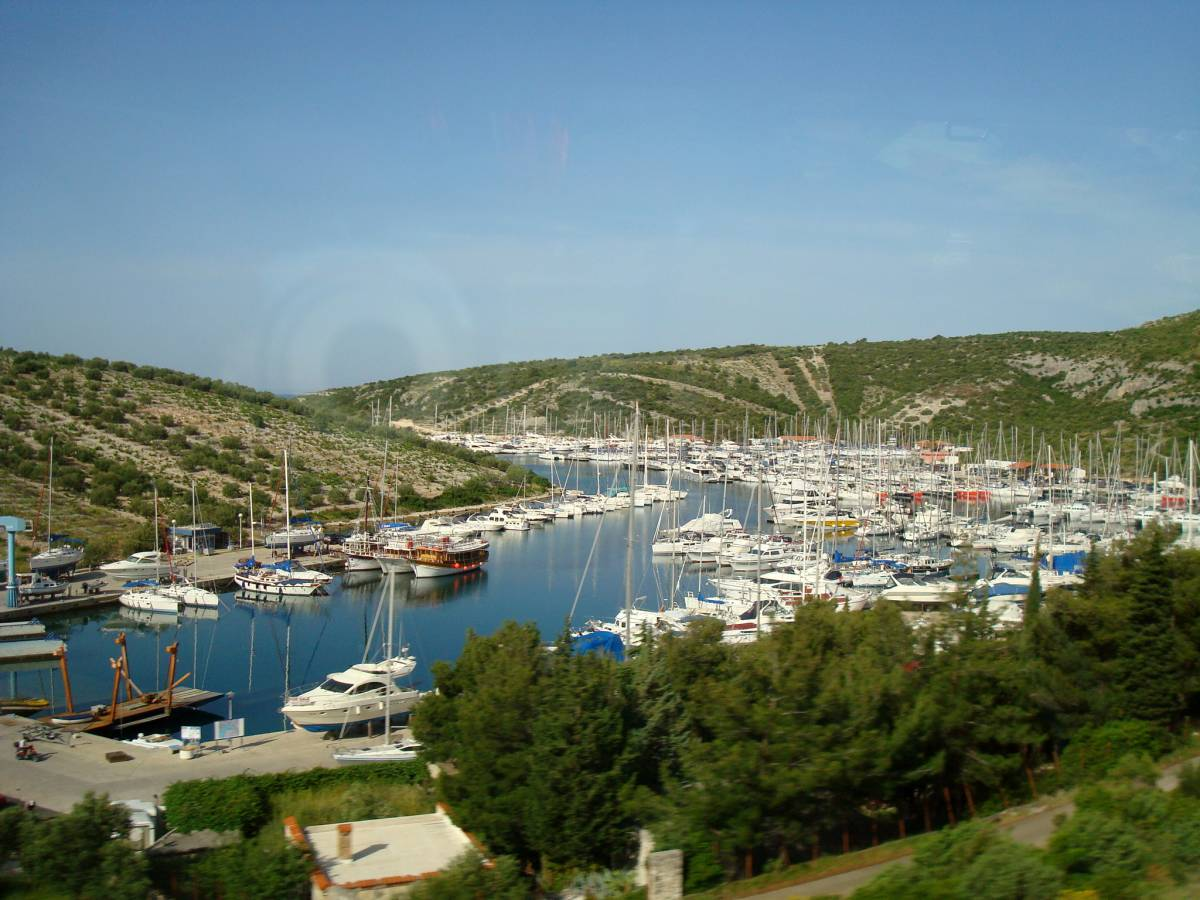
Port de plaisance
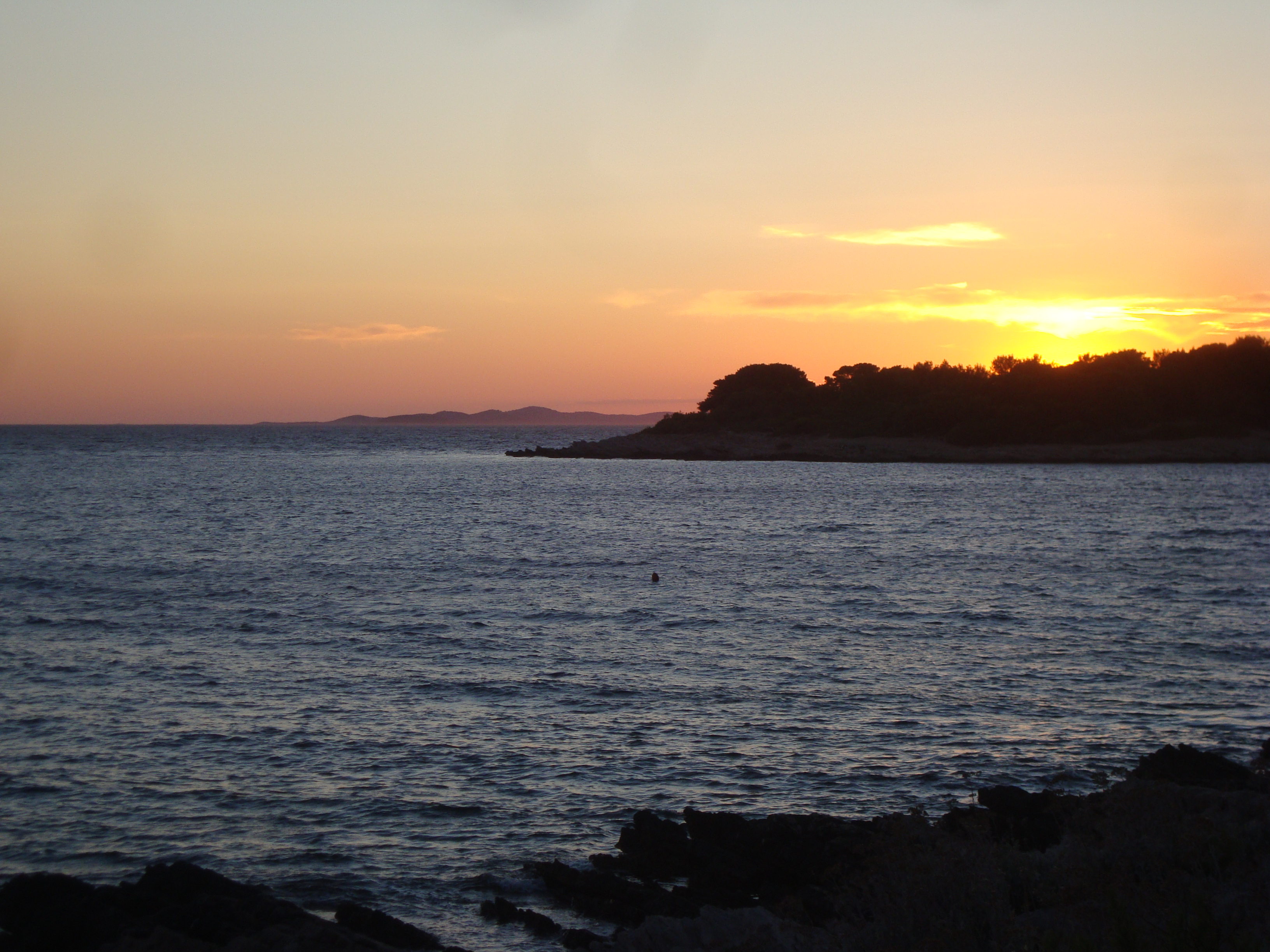
Coucher de soleil